# Wagon-polewaczka (tramwaje w Timișoarze)
Wagon-polewaczka – zbudowany w 1925 r. tramwaj techniczny systemu tramwajowego w Timișoarze.

## Opis
Wagon-polewaczka – rumuński vagon stropitor, vagon electrostropitor lub vagon cisterna – nie był jednak własnością przedsiębiorstwa transportowego Tramvaiele Comunale Timișoara (T.C.T.), lecz należał do miasta Timișoara. Eksploatowany był przez przedsiębiorstwo wodociągowo-kanalizacyjne Întreprinderea de Apă și Canal a Orașului Timișoara (ACOT). Z tego powodu ten pomalowany na szaro wagon silnikowy nie otrzymał nigdy numeru taborowego i nie stacjonował w zajezdni tramwajowej, lecz w remizie na terenie ACOT. Wagon-polewaczka kursował w porze letniej i przeznaczony był do zraszania ulic o znacznym zanieczyszczeniu pyłem. Podobne tramwaje techniczne na terenie Rumunii eksploatowano także w Bukareszcie oraz w Braile.

## Konstrukcja
Wagon-polewaczka był tramwajem czteroosiowym i dwukierunkowym, wyprodukowanym w 1925 r. w zakładach Astra w Aradzie. Zbiornik wodny miał pojemność 12 000 litrów. Początkowo platformy wejściowe były otwarte, w późniejszym czasie zostały częściowo zabudowane. Oprócz tego między rokiem 1956 i 1960, w ramach programu modernizacji taboru tramwajowego w mieście, lirowy odbierak prądu zastąpiono nożycowym.
Wagon-polewaczka kursował do lat 60. XX wieku, a następnie został odstawiony na dłuższy czas. Latem 1990 r. istniały plany ponownego wprowadzenia wagonu-polewaczki do eksploatacji, konieczne było jedynie przeprowadzenie drobnych prac konserwacyjnych. Ostatecznie jednak tramwaj zezłomowano po 1992 r.

## Dostawy
| Państwo        | Miasto         | Lata dostaw    | Liczba |
| -------------- | -------------- | -------------- | ------ |
| Rumunia        | Timișoara      | 1925           | 1      |
| Łączna liczba: | Łączna liczba: | Łączna liczba: | 1      |